# Mariano Salvador Maella
Mariano Salvador Maella Pérez (Valencia, 21 de agosto de 1739-Madrid, 10 de mayo de 1819). Pintor español.

## Biografía
Mariano recibió su primera formación artística de su propio padre, pintor también. Después se desplazó a Madrid donde Felipe de Castro le dio clases introduciéndolo en la pintura neoclásica al gusto de la época. También Castro le permitió continuar su formación en la Real Academia de Bellas Artes de San Fernando y fue acogido con especial interés por Antonio González Velázquez (con cuya hija se casaría años más tarde). En 1757 su familia y los tres premios obtenidos en la Academia, le permitieron financiar un viaje a Roma donde reforzó su gusto academicista. Regresó a España en 1765 donde trabajó en la decoración de los techos del recién construido Palacio Real de Madrid bajo el amparo de Mengs, del que recibirá una notable influencia.

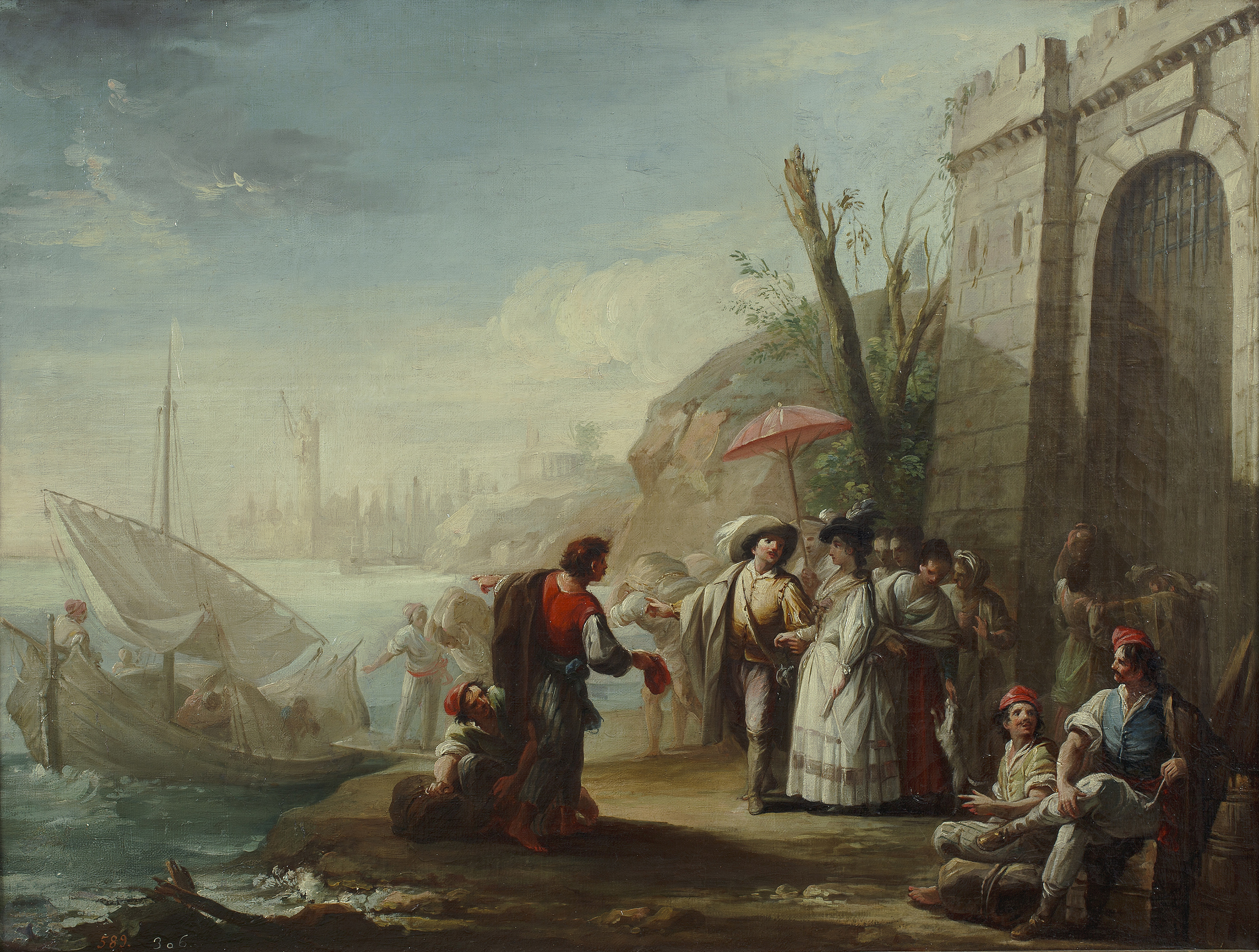
El embarque, 1784, óleo sobre lienzo, 56 x 74 cm, Madrid, Museo del Prado.

Inicia en Madrid una vertiginosa carrera, ingresando como Académico de la de San Fernando, de la que llegó a ser director general de 1795 a 1798. Fue nombrado pintor de cámara en 1774 por el rey Carlos III, donde se reconoció su espléndida técnica para el retrato. A partir de este momento se integra de lleno en las obras de todo el patrimonio real. Ya no sólo trabaja en Palacio, sino en la La Granja de San Ildefonso, el Palacio de El Pardo y el Palacio de El Escorial. La Ilustración marcaba la época y Maella se adaptaba a ellos a la perfección, recogiendo la admiración de la Casa Borbón. Los trabajos se suceden con otras obras al fresco que debe atender por interés de la Corona como la decoración de las Catedrales de Toledo y de Burgo de Osma, al tiempo que irá incrementando sus trabajos como retratista oficial de la Casa Real o la elaboración de patrones para tapices en la Real Fábrica de Tapices con quien fue durante toda su vida el oponente más firme a Maella, Francisco Bayeu.
En 1799 alcanzó la cima de su fama, al ser nombrado primer pintor de cámara, junto con Goya, y encargado de la custodia y restauración de los Reales Sitios, pero tras la caída de Carlos IV y la llegada de José I en 1808 no dudó en servir al monarca francés, del que recibió honores y agasajos. Esta situación fue, al final, la que provocó su ocaso. Acusado de afrancesado, al regreso de Fernando VII fue apartado de la Corte, pensionado con una quinta parte del sueldo y sustituido por el que había sido su discípulo, Vicente López, tanto ante el monarca como en la propia Academia.

## Obra
La obra de Maella abarcó diversos géneros y estilos, desde la pintura religiosa (donde sobresalen sus Inmaculadas) a los retratos, pasando por cartones para tapices con escenas de género, sin olvidar que durante su estancia en Roma realizó copias de pinturas de los grandes maestros: Guido Reni, Carlo Maratta o Guercino (conservadas en la Real Academia de Bellas Artes de San Fernando), o la serie de las cuatro estaciones encargada por Carlos IV para decorar la Casa del Labrador del Palacio Real de Aranjuez (hoy conservadas en el Museo del Prado). La Academia, el Museo del Prado y la colección del Banco de España junto con los palacios reales conservan el mayor y mejor compendio de la obra de Maella. En 2021, en el Museo del Prado, se ha publicado un estudio en el cual se demuestra sin ninguna duda que el retrato que Maella pintó hacia 1791 y que hasta ahora se había identificado como de Froylán de Berganzo, realmente es del I Conde de Lerena, Don Pedro López de Lerena y Cuenca, quien había sido Secretario de Estado de Hacienda con 
los reyes D Carlos III y D Carlos IV. Este retrato está depositado en el Museo del Prado (sala 089, segunda planta). El citado Froylan Berganzo era un funcionario de la Real Hacienda, Administrador de las Rentas del Tabaco en Illescas, y quizá por ello encargó un retrato del I Conde de Lerena a Maella para la Real Fábrica de Tabacos.

## Galería

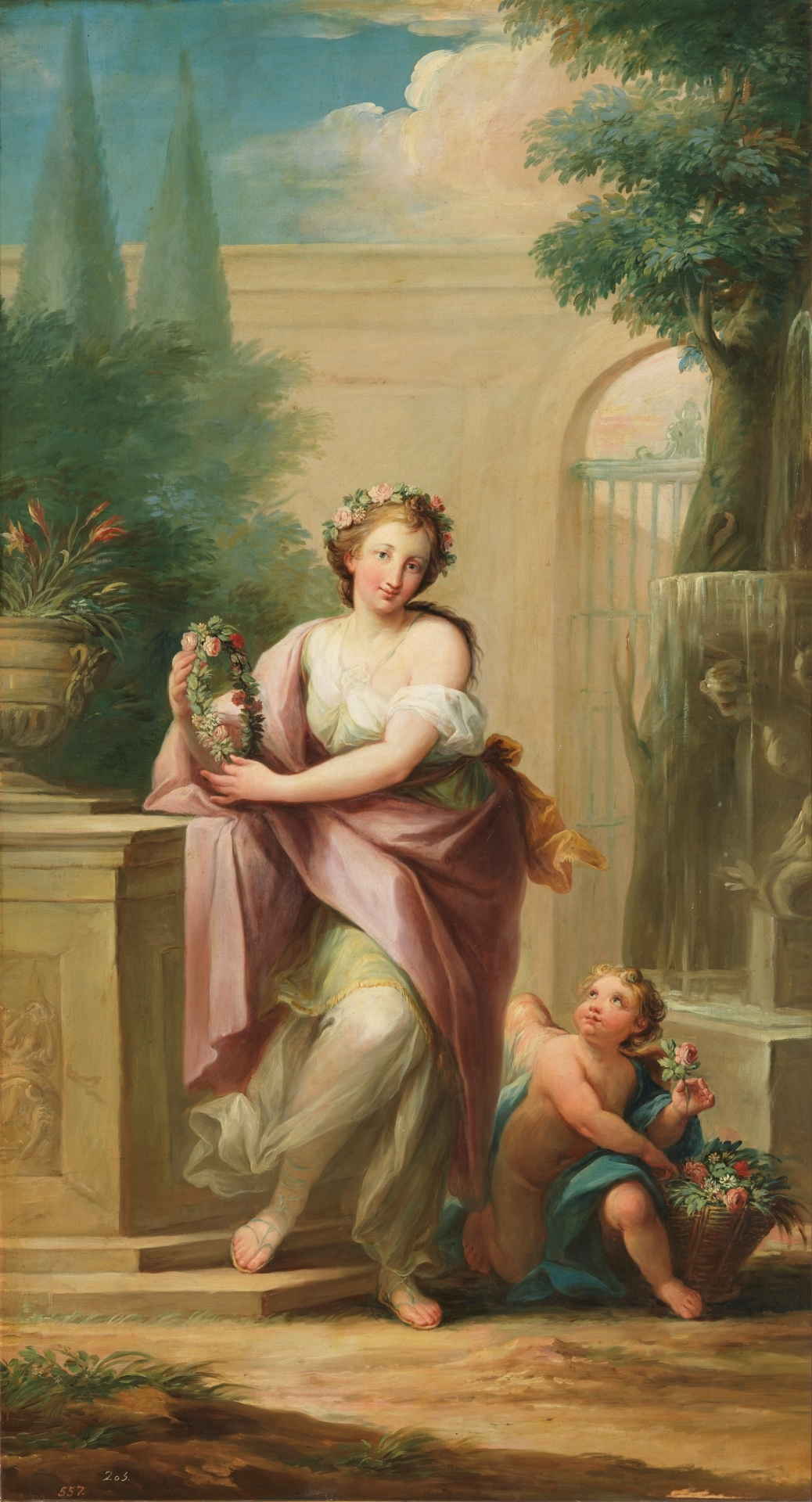
La Primavera (1805-1806),  serie de las cuatro estaciones, Museo del Prado
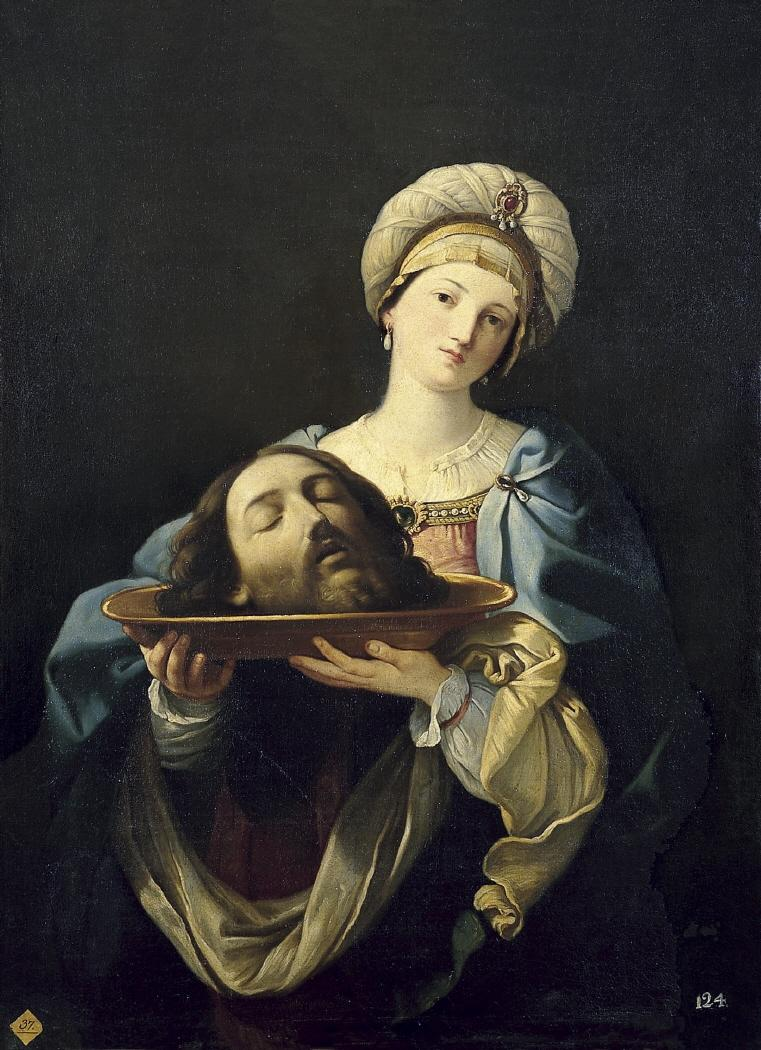
Salomé con la Cabeza del Bautista (1761), copia de Guido Reni, Real Academia de Bellas Artes de San Fernando.
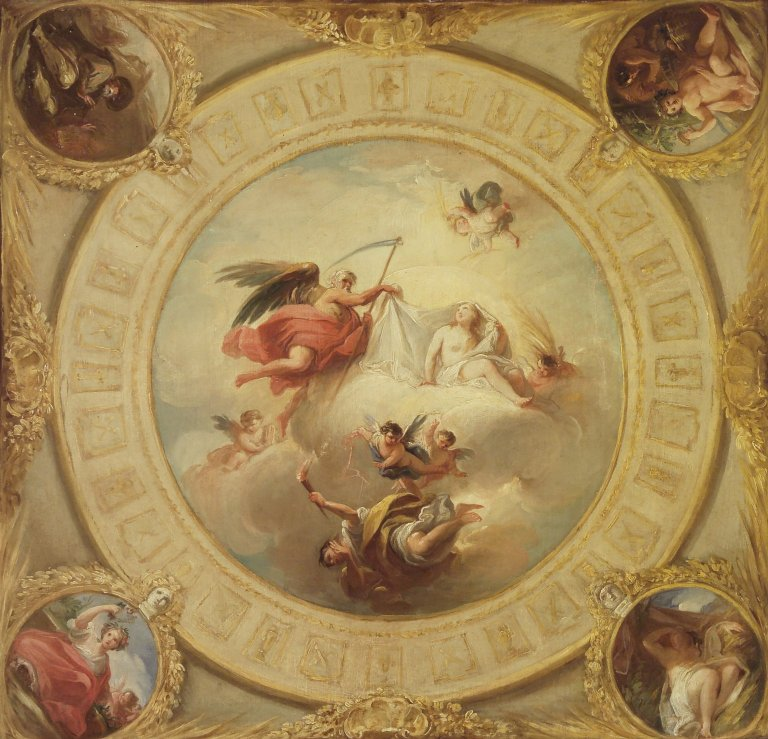
El tiempo descubriendo la verdad (1765). Boceto para la decoración del techo de las habitaciones del Príncipe de Asturias en el Palacio Real de Madrid. Museo de Brooklyn.
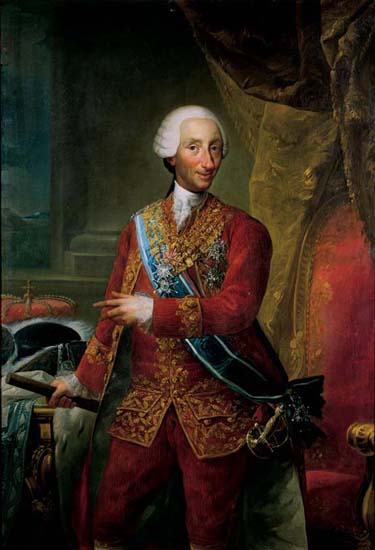
Carlos III (1783), colección Banco de España, Madrid.
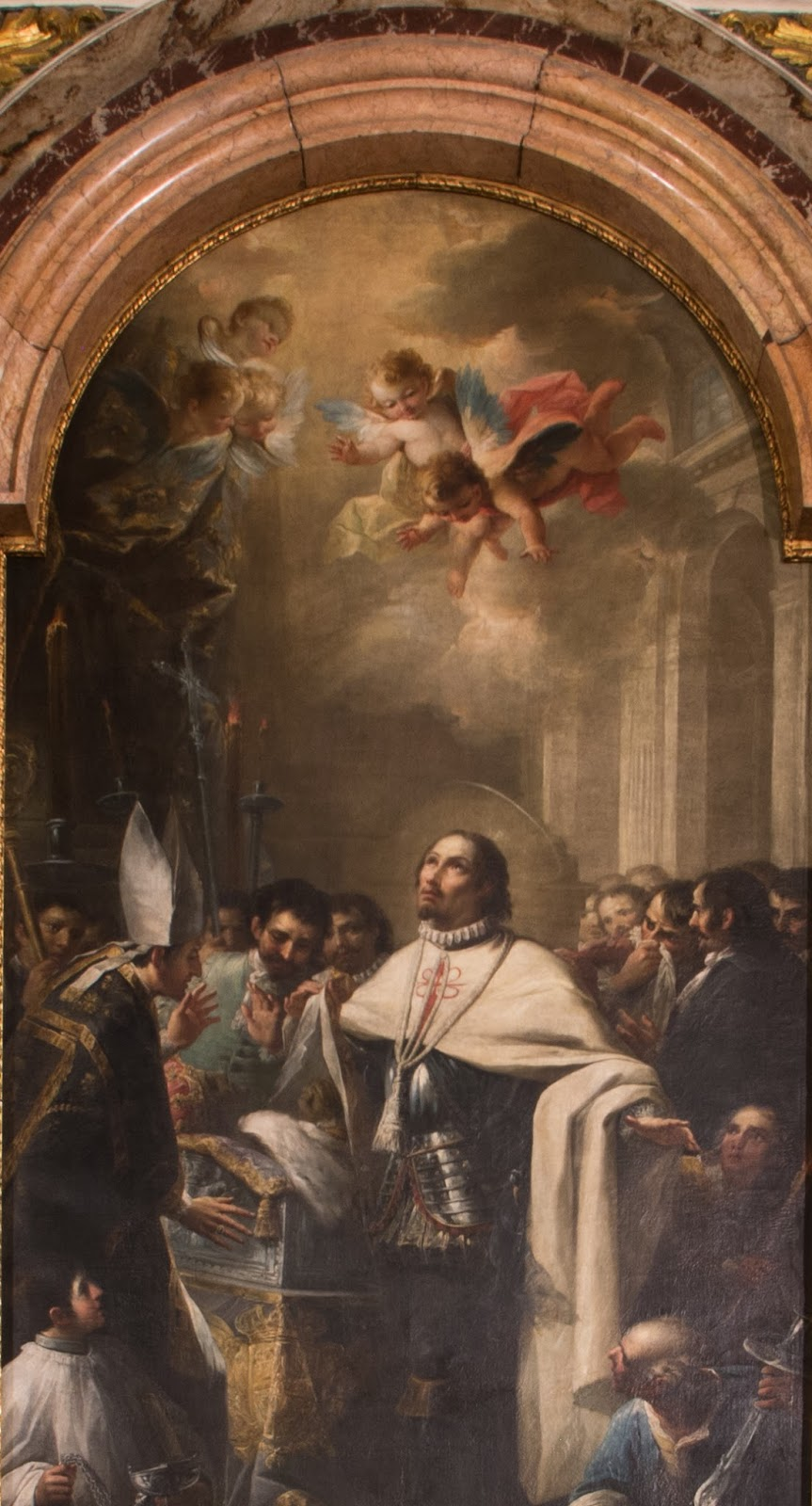
San Francisco de Borja ante el cadáver de la Emperatriz Isabel (1787), capilla de San Francisco, Catedral de Valencia.